# M.O.D.
M.O.D. (Abkürzung für Method of Destruction) war ein Crossover-Thrash-Projekt von Billy Milano.

## Entstehungsgeschichte
Nach dem Erfolg von S.O.D. gründete Billy Milano, S.O.D.-Sänger und Anthrax’ Gitarren-Roadie, seine eigene Band Method of Destruction. Für das erste Album U.S.A. for M.O.D. verwendete er einige Songs, die für das S.O.D.-Album Speak English or Die geplant waren, dort allerdings keine Verwendung gefunden hatten. Die Stücke, die etwas härter ausfielen als bei S.O.D., sorgten für einige Kontroversen in Amerika und Europa. Die eine Hälfte des Albums sind Satiren auf die amerikanische Hair-Metal-Szene der 1980er-Jahre und Anspielungen auf Musiker wie Ronnie James Dio. Auf dem Lied A.I.D.S. (in diesem Fall die Abkürzung von Anally Infected Death Sentence) wird die Immunschwächekrankheit AIDS als „Schwulenseuche“ beschrieben. Des Weiteren sind die Lieder Aren’t You Hungry und Imported Society rassistisch konnotiert. In den Liedern Get a Real Job und Aren’t You Hungry macht sich Milano zudem über Sozialhilfeempfänger lustig. Die kontroversen Texte brachten ihm prompt den Vorwurf ein, ein „Rassistenschwein“ zu sein. Insbesondere die europäische Presse griff Milano hart an, so dass er sich in einem „Offenen Brief“ distanzieren musste. In diesem Brief distanziert er sich von faschistischem Gedankengut und erklärt, es handele sich um Satire und nicht um seine eigene Meinung.
Das zweite Album Surfin’ M.O.D. ist dagegen weniger provokant. Es wurde in einem komplett neuen Line-up eingespielt und ist eine Spoken-Word-Platte mit Liedern zwischen den einzelnen Teilen. 1989 erschien Gross Misconduct; es ist wieder ein vollständiges Album und setzt weiter auf satirische Texte, die allerdings nicht mehr rassistisch sind. Es enthält unter anderem Anspielungen auf Batman und Godzilla. Mit In the City ist eine Fear-Coverversion auf dem Album.
Erst 1992 erschien das vierte Album Rhythm of Fear, das sowohl musikalisch als auch textlich eher bieder ausfällt. Devolution, welches eher auf politische Aussagen setzt, kam 1994 auf den Markt. Auch der Nachfolger Dictated Aggression von 1996 setzte eher auf politische Inhalte. Danach gab es bei M.O.D. eine kurze Pause, da sich Milano an einer ausgedehnten S.O.D.-Reunion beteiligt.
2003 wurde M.O.D. reanimiert und auch die satirisch-provokanten Texte kehrten zurück. Das Albumcover von The Rebel You Love to Hate ist eine Variation des MSG-Logos, mit den Buchstaben von M.O.D. Milano bedient sich ausgesuchter Fun-Metal-Klischees und parodiert unter anderem Rage Against the Machine und Rammstein. Mit Ass-Ghanistan kehrte Milano auch zu seinen rassistischen Statements zurück und erklärt, wie man den Krieg in Afghanistan beenden kann: „gonna turn that desert into glass when we nuke ASSGHANISTAN“.
Das bis dato letzte Album des Projekts ist das 2007er Album Red, White And Screwed, welches nach den Fun-Ausflügen des letzten Albums wieder im ursprünglichen M.O.D.-Musikstil geschrieben ist. Das Album ist textlich im Redneck-Stil gehalten und enthält neben dem Amerika-kritischen Titelsong vor allem patriotische Texte und Lieder, die dem „Unity“-Gedanken des Hardcore Punks entsprechen. 2008 legte Billy Milano M.O.D. für unbestimmte Zeit auf Eis. Ein letztes Konzert fand am 30. Januar 2009 in Austin (Texas) statt.
Im Mai 2015 verkündete Billy Milano überraschend das Ende der Band M.O.D., um sich um sein Privatleben zu kümmern. Eine angekündigte Sommer-Tour der Band wurde abgesagt.

## Musikstil
M.O.D.s Musikstil ist eine Mischung aus Hardcore Punk und Thrash Metal, die charakteristisch für die Crossover-Szene der 1980er-Jahre ist, die von der Vorläufer-Band S.O.D. mitbegründet wurde. Der Stil ist auf allen M.O.D.-Alben, bis auf The Rebel You Love to Hate gleich. M.O.D. ist vor allem ein Projekt von Billy Milano und die ständig wechselnden Line-ups halten meist nicht mal bis zum nächsten Album. An der Band beteiligten sich im Laufe der Jahre einige Musiker, die auch in anderen Bands aktiv sind. So ist beispielsweise Scott Sargeant auch bei Skinlab und Lääz Rockit aktiv. Zu weiteren ehemaligen Musikern zählen Tommi Klimchuck von Pro-Pain und Crumbsuckers, Rob Moschetti (ebenfalls Pro-Pain) John Monte (Ministry, Mind Funk) und Tim Mallare (Overkill). Als Gastmusiker waren unter anderem Scott Ian und Dan Lilker auf dem Debütalbum vertreten.

## Diskografie
- U.S.A. For M.O.D. (1987)
- Surfin’ M.O.D. (1988)
- Gross Misconduct (1989)
- Rhythm of Fear (1992)
- Devolution (1994)
- Loved by Thousands ... Hated by Millions (Best of, 1995)
- Dictated Aggression (1996)
- The Rebel You Love to Hate (2003)
- Red, White & Screwed (2007)